# Affaire Shérazade Belayni
Le 13 novembre 2005, Shérazade Belayni, étudiante de Neuilly-sur-Marne (Seine-Saint-Denis), est aspergée d'essence et brûlée à 60 % par un jeune garçon dont elle avait refusé la demande en mariage.
Elle survit à ses blessures, mais l'affaire ravive le souvenir de l'agression de Sohane Benziane, brûlée vive et décédée en 2002, dont le cas avait été médiatisé par l'association Ni putes ni soumises.

## Agression
Shérazade Belayni est attaquée alors qu'elle gagnait à pied son travail par Mushtaq Amer Butt qui n'acceptait pas qu'elle ait mis fin à leur relation et refusé de l'épouser. L'amant éconduit, d'origine pakistanaise, avait rencontré Shérazade en juin 2004 dans la boutique de mode où il travaillait pour effectuer son stage de bac professionnel secrétariat. Elle avait mis fin à leur relation en raison de violences et de menaces.
Le 13 novembre 2005, l'agresseur heurte volontairement la jeune fille avec sa voiture, avant de l’asperger d’essence et de mettre le feu à ses cheveux. Shérazade Belayni est sauvée par des riverains alertés par ses cris. Alors âgée de 18 ans et étudiante en BTS de comptabilité, elle a reconnu son agresseur. Le corps brûlé à 60%, elle est hospitalisée dans un état critique puis maintenue plusieurs semaines dans un coma artificiel à l'hôpital Cochin. Elle garde par la suite d'importantes séquelles physiques et psychiques,.
Abdelaziz Belayni, le frère de la victime dénonce un geste inhumain. Lors d'une manifestation de soutien organisée par l'association Ni putes ni soumises, il déclare : « On veut sensibiliser la population sur ces violences. On a le droit de dire non. Aujourd'hui, c'est Shérazade mais demain, qui d'autre sera victime de ces agissements ? »

## Procès et suites
Après sa fuite à l'étranger, l'agresseur se constitue prisonnier en novembre 2006 au Pakistan, où il s'était réfugié. En février 2009 a lieu son procès, auquel le huis clos est refusé à la victime. La présidente de l'association Ni putes ni soumises présente à ses côtés au procès considère cette affaire comme un des symboles des violences faites aux femmes. Mushtaq Amer Butt est reconnu coupable de tentative d'assassinat sur Shérazade Belayni et condamné à vingt ans de prison ferme par la cour d'assises de la Seine-Saint-Denis.
En 2012, la présidente de Ni putes ni soumises Asma Guénifi rappelait l’impact des affaires Benziane et Belayni : « Le fait que des jeunes filles puissent être assassinées à cause du sexisme a marqué. On a libéré la parole, on a permis aux femmes de témoigner. Mais ce drame [de 2002] et tout ce qui a suivi n’a pas arrêté les violences. Je pense aussi à Shérazade qui a survécu (...) La pression familiale et la tension communautaire existent toujours. Même, le communautarisme augmente, comme on le voit dans les témoignages des filles. Selon ceux-ci, la pression de la famille, de la communauté est encore présente, même si elle l’est moins qu’avant, grâce à la libération de la parole ».

### Article de presse
- Article sur le site de L'Humanité (25 novembre 2005)